# Little Walter
Little Walter  (eredeti nevén: Marion Walter Jacobs) (Marksville, Louisiana,  1930. május 1. – 1968. február 15.) amerikai blues-zenész, énekes, zeneszerző, a szájharmonika-játék megújítója. 

## Életpályája

### Korai évei
Jacobs születési dátumát általában 1930. május 1-jén adják meg. Születési anyakönyvi kivonat nélkül született, így amikor 1940-ben társadalombiztosítási kártyát kért, a születési dátumát 1923. május 1-jeként tüntették fel.  Az évek során különböző éveket adott meg,  csak a május 1-jei születésnapja volt állandó. Egyes dokumentumokban, amelyeket a nagykorúvá  válása előtt töltött ki, 1925 és 1928 közöttiként tüntette fel a születési évét, valószínűleg azért, hogy nagykorúnak tűnjön és aláírhassa lemezfelvételekre és klubfellépésekre vonatkozó szerződéseit. Miután az 1930-as születési évszám alapján elérte a nagykorúságot, születési évét következetesen 1930-ként adta meg.  A lousiana-beli Rapides Parishben nevelkedett; itt tanult meg szájharmonikázni. 12 éves korában otthagyta Lousisanát és New Orleans, Memphis, Helena és West Helena, Arkansas és St. Louis utcáin kereste kenyerét. Gitározni és tanult és gyakran lépett fel olyan blueszenészekkel együtt, mint  Sonny Boy Williamson II, Sunnyland Slim, Honeyboy Edwards és mások. 
Amikor 1946-ban Chicagóba költözött, alkalmanként gitárosként talált munkát, de szájharmonika-játéka  nagyobb figyelmet kapott.
Mivel heves vérmérsékletű volt, gyakran keveredett szóváltásokba, verekedésekbe. Halála is ezzel függ össze:
Nem sokkal egy turnéjáról való hazatérése után Chicago déli részén egy klubban verekedésbe keveredett. Bár az ekkor szerzett sérülései nem tűntek súlyosnak, a barátnője lakásán meghalt. Állapotát mindenképpen rontották a korábbi verekedések során szerzett sérülései is. Az orvosi dokumentumok szerint halálát szívtrombózis okozta. 

## Díjai, elismerései
- 1986 – Blues Hall of Fame: "Juke" (Classics of Blues Recordings – Singles or Album Tracks)[8]
- 1991 – Blues Hall of Fame: Best of Little Walter (Classics of Blues Recordings – Albums)[8]
- 1995 – Rock and Roll Hall of Fame: "Juke" (500 Songs That Shaped Rock and Roll)[9]
- 2008 – Grammy Awards: "Juke" (Grammy Hall of Fame Award)[10]
- 2008 – Rock and Roll Hall of Fame: Little Walter inducted (Sideman category)
- 2008 – Blues Hall of Fame: "My Babe" (Classics of Blues Recordings — Singles or Album Tracks)[8]
- 2009 – Grammy Awards: The Complete Chess Masters: 1950–1967 (Best Historical Album)
- 2010 – Rolling Stone: Best of Little Walter (number 198 on its list of "The 500 Greatest Albums of All Time")[11]
- 2013 – Louisiana Music Hall of Fame[forrás?]

## Diszkográfiája

### Singles
| Év   | Címek (A-oldal, B-oldal) Ugyanazon album mindkét oldala, kivéve, ez kifejezetten másként van feltüntetve indicated | Katalógusszám. | Billboard R&B Charts csúcspozíció | Album                            |
| ---- | --- | -------------- | --------------------------------- | -------------------------------- |
| 1952 | "Juke" (i) b/w "Can't Hold Out Much Longer"                                                                        | Checker 758    | 1                                 | The Best of Little Walter        |
| 1952 | "Sad Hours" (i) /                                                                                                  | Checker 764    | 2                                 | The Best of Little Walter        |
| 1953 | "Mean Old World"                                                                                                   | Checker 764    | 6                                 | The Best of Little Walter        |
| 1953 | "Rollin' Blues" ["Rollin' and Tumblin' Part 2"] b/w "Boll Weevil"                                                  | Herald 404     | —                                 | The Blues World of Little Walter |
| 1953 | "Don't Have to Hunt No More" (i) b/w "Tonight with a Fool"                                                         | Checker 767    | —                                 | Non-album tracks                 |
| 1953 | "Tell Me Mama" /                                                                                                   | Checker 770    | 10                                | The Best of Little Walter        |
| 1953 | "Off the Wall" (i)                                                                                                 | Checker 770    | 8                                 | The Best of Little Walter        |
| 1953 | "Blues with a Feeling" b/w "Quarter to Twelve" (i) (from Confessin' the Blues)                                     | Checker 780    | 2                                 | The Best of Little Walter        |
| 1954 | "You're So Fine" b/w "Lights Out" (i) (from Confessin' the Blues)                                                  | Checker 786    | 2                                 | The Best of Little Walter        |
| 1954 | "Oh Baby" b/w "Rocker" (i) (from Confessin' the Blues)                                                             | Checker 793    | 8                                 | Hate to See You Go               |
| 1954 | "You Better Watch Yourself" b/w "Blue Light" (i)                                                                   | Checker 799    | 8                                 | The Best of Little Walter        |
| 1954 | "Last Night" b/w "Mellow Down Easy" (from Hate to See You Go)                                                      | Checker 805    | 6                                 | The Best of Little Walter        |
| 1955 | "My Babe" b/w "Thunder Bird" (i) (from Boss Blues Harmonica)                                                       | Checker 811    | 1*                                | The Best of Little Walter        |
| 1955 | "Roller Coaster" (i) b/w "I Got to Go" (from Confessin' The Blues)                                                 | Checker 817    | 6                                 | Hate to See You Go               |
| 1955 | "Too Late" b/w "I Hate to See You Go" (from Hate to See You Go)                                                    | Checker 825    | —                                 | Boss Blues Harmonica             |
| 1956 | "Who" b/w "It Ain't Right" (from Confessin' The Blues)                                                             | Checker 833    | 7                                 | Non-album track                  |
| 1956 | "One More Chance with You" b/w "Flying Saucer" (i) (from Boss Blues Harmonica)                                     | Checker 838    | —                                 | Confessin' the Blues             |
| 1956 | "Just a Feeling" b/w "Teenage Beat" (i)                                                                            | Checker 845    | —                                 | Boss Blues Harmonica             |
| 1956 | "It's Too Late Brother" b/w "Take Me Back" (from Hate to See You Go)                                               | Checker 852    | —                                 | Boss Blues Harmonica             |
| 1957 | "Nobody But You" b/w "Everybody Needs Somebody"                                                                    | Checker 859    | —                                 | Hate to See You Go               |
| 1957 | "Boom, Boom Out Goes the Lights" b/w "Temperature" (from Confessin' the Blues)                                     | Checker 867    | —                                 | Boss Blues Harmonica             |
| 1958 | "The Toddle" (i) b/w "Confessin' the Blues"                                                                        | Checker 890    | —                                 | Confessin' the Blues             |
| 1958 | "Key to the Highway" b/w "Rock Bottom" (i) (from Confessin' the Blues)                                             | Checker 904    | 6                                 | Hate to See You Go               |
| 1959 | "My Baby Is Sweeter" b/w "Crazy Mixed-Up World" (from Confessin' the Blues)                                        | Checker 919    | —                                 | Hate to See You Go               |
| 1959 | "Everything Gonna Be Alright" b/w "Back Track" (i) (from Boss Blues Harmonica)                                     | Checker 930    | 25                                | Hate to See You Go               |
| 1959 | "Me and Piney Brown" b/w "Break It Up"                                                                             | Checker 938    | —                                 | Non-album tracks                 |
| 1960 | "Ah'w Baby" b/w "I Had My Fun" (from Hate to See You Go)                                                           | Checker 945    | —                                 | Boss Blues Harmonica             |
| 1960 | "My Babe" b/w "Blue Midnight" (i) (from Hate to See You Go)                                                        | Checker 955    | —                                 | The Best of Little Walter        |
| 1961 | "I Don't Play" b/w "As Long as I Have You" (from Hate to See You Go)                                               | Checker 968    | —                                 | Non-album tracks                 |
| 1961 | "Crazy For My Baby" b/w "Crazy Legs" (from Confessin' the Blues)                                                   | Checker 986    | —                                 | Non-album tracks                 |
| 1962 | "Just Your Fool" b/w "I Got to Find My Baby" (from Hate to See You Go)                                             | Checker 1013   | —                                 | Boss Blues Harmonica             |
| 1963 | "Up the Line" b/w "Southern Feeling" (i) (Non-album track)                                                         | Checker 1043   | —                                 | Confessin' the Blues             |
| 1964 | "Shake Dancer" (i) b/w "Diggin' My Potatoes" (B-side by Washboard Sam)                                             | Checker 1071   | —                                 | Boss Blues Harmonica             |
| 1964 | "I'm a Business Man" b/w "Dead Presidents"                                                                         | Checker 1081   | —                                 | Non-album tracks                 |
| 1965 | "Mean Ole Frisco" b/w "Blue and Lonesome" (from Hate to See You Go)                                                | Checker 1117   | —                                 | Confessin' the Blues             |

*Also reached #106 on the Billboard Pop chart; (i) = instrumental track

### Selected albums
Like most blues artists before the mid-1960s, Little Walter was a singles artist. The one album released during his lifetime, Best of Little Walter, included ten of his charting singles plus two B-sides. After his death, various singles were compiled on albums, often with significant overlap. Currently available albums, released by the most recent Chess successor, are as follows:
| Year | Title                                       | Label           | Comments |
| ---- | ------------------------------------------- | --------------- | --- |
| 1993 | The Blues World of Little Walter            | Delmark         | Includes 5 pre-Checker songs with Little Walter on unamplified harmonica, plus 3 more on rhythm guitar; reissue of the early 1980s Delmark album of the same name |
| 1998 | His Best: Chess 50th Anniversary Collection | Chess/Universal | Includes 12 of his charting singles, plus 8 non-charting songs; essentially supersedes the 1958 Chess album The Best of Little Walter                             |
| 2004 | Confessin' the Blues                        | Universal Japan | Reissue of the 1974 Chess album, plus 6 extra tracks |
| 2004 | Hate to See You Go                          | Universal Japan | Reissue of the 1969 Chess album, plus 2 extra tracks |
| 2007 | The Best of Little Walter                   | Universal Japan | Reissue of the 1958 Chess album, plus 3 extra tracks |
| 2009 | The Complete Chess Masters (1950–1967)      | Hip-O/Universal | 126 songs on 5 CDs; all known/available Checker/Chess recordings, including many alternate takes                                                                  |

Muddy Watersszel 
- The Real Folk Blues (Chess, 1948–1954 [1966])
- More Real Folk Blues (Chess, 1950–1953 [1967])